# Horia, Arad
Horia, mai demult Pănadu Nou, Pănatul Nou (germană Neupanat, maghiară Ujpanad) este un sat în comuna Vladimirescu din județul Arad, Crișana, România.

## Personalități
- Werner Söllner, scriitor de limba germană.